# Liste des ports de traité chinois
Liste des ports de traité présents en Chine au XIXe et au début du XXe siècle.

## Nord
| Port                                                               | Traité                                                                 | Date d'ouverture                      | Date de fermeture | Population chinoise |
| ------------------------------------------------------------------ | ---------------------------------------------------------------------- | ------------------------------------- | ----------------- | ------------------- |
| New-chwang, dans la province impériale du Shen-king en Mandchourie | conformément au traité britannique de T'ien-tsin, 1858                 | bureau de douane ouvert le 9 mai 1864 |                   | 74 000              |
| Ching-wang-tao, dans la province de Chi-li, also in Manchuria      | conformément à un décret impérial du 31 mars 1898                      | ouvert le 15 décembre 1901            |                   | 5 000               |
| T'ien-tsin, également au Chi-li                                    | conformément aux Conventions de Pékin britannique et française de 1860 | ouvert en mai 1861                    |                   | 750 000             |
| Che-fu, au Shang-tung                                              | conformément aux traités britanniques et français de T'ien-tsin, 1858  | ouvert en mars 1862                   |                   | 100 000             |
| Kiao-chou, également au Shang-tung                                 | convention allemande du 6 mars 1898                                    | ouvert le 1er juillet 1899            |                   |                     |

## FleuveYangzi Jiang
| Port                                         | Traité                                       | Date d'ouverture           | Date de fermeture | Population chinoise |
| -------------------------------------------- | -------------------------------------------- | -------------------------- | ----------------- | ------------------- |
| Ch'ung-k'ing, dans la province du Sze-ch'wan |                                              | ouvert en novembre 1890    |                   | 702 000             |
| I-ch'ang, au Hu-pe                           | conformément à la Convention de Che-fu, 1876 | ouvert le 1er avril 1877   |                   | 50 000              |
| Sha-shi, également au Hu-pe                  | traité de Shimonoseki de 1895                | ouvert le 1er octobre 1876 |                   | environ 85 000      |
| Chang-sha, au Hu-nan                         |                                              | ouvert le 1er juillet 1904 |                   | 230 000             |
| Yo-chou, également au Hu-nan                 | décret impérial du 31 mars 1898              | ouvert le 13 novembre 1899 |                   | 20 000              |
| Han-kou, également au Hu-pe                  | règlements provinciaux, 1861                 | ouvert en janvier 1862     |                   | 530 000             |
| Kiu-kiang, au Kiang-si                       | même réglementation                          | ouvert en janvier 1862     |                   | 36 000              |
| Wu-hu, au Ngan-hwei                          | convention de Che-fu, 1876                   | ouvert le 1er avril 1877   |                   | 123 000             |
| Nan-king, au Kiang-su                        | traité français de T'ien-tsin, 1858          | ouvert le 1er mai 1899     |                   | 261 000             |
| Chin-kiang, également au Kiang-su            | traité britannique, 1858                     | ouvert en avril 1861       |                   | 170 000             |

## Centre
| Port                                   | Traité                     | Date d'ouverture                          | Date de fermeture | Population chinoise |
| -------------------------------------- | -------------------------- | ----------------------------------------- | ----------------- | ------------------- |
| Shanghai, dans la province du Kiang-su | traité de Nankin, 1842     | officiellement ouvert le 17 novembre 1843 |                   | 651 000             |
| Su-chou, également au Kiang-su         | traité de Shimonoseki      | ouvert le 26 septembre 1896               |                   | 500 000             |
| Hang-chou, au Che-kiang                | traité de Shimonoseki      | ouvert le 26 septembre 1896               |                   | 350 000             |
| Ning-po, au Che-kiang                  | traité de Shimonoseki      | ouvert le 26 septembre 1896               |                   | 500 000             |
| Wen-chou, également au Che-kiang       | convention de Che-Fu, 1876 | ouvert en avril 1877                      |                   | 80 000              |

## Sud
| Port                                            | Traité                                                    | Date d'ouverture       | Date de fermeture | Population chinoise |
| ----------------------------------------------- | --------------------------------------------------------- | ---------------------- | ----------------- | ------------------- |
| San-tuao, dans la province du Fu-kien           | décret impérial du 31 mars 1898                           | ouvert le 1er mai 1899 |                   | 8 000               |
| Fu-chou, également au Fu-kien                   | traité de Nankin, 1842                                    | ouvert en juillet 1861 |                   | 624 000             |
| Amoy, également au Fu-kien                      | traité de Nankin, 1842;                                   | ouvert en avril 1862   |                   | 114 000             |
| Canton, dans la province homonyme de Kwang-tung | traité de Nankin, 1842                                    | ouvert en octobre 1859 |                   | 900 000             |
| Kow-loon, également à Kwang-tung;               |                                                           | ouvert en avril 1887   |                   |                     |
| Lappa, également à Kwang-tung                   |                                                           | ouvert le 27 juin 1871 |                   |                     |
| Kong-moon, à Kwang-tung                         |                                                           | ouvert le 7 mars 1904  |                   | 55 000              |
| San-shui, également à Kwang-tung                | convention anglo-chinoise, 4 février 1897                 | ouvert le 4 juin 1897  |                   | 5000                |
| Swatow, également à Kwang-tung                  | traité anglais, français et américain de T'ien-tsin, 1858 | ouvert en janvier 1860 |                   | 65 000              |
| Wu-chou, à Kwang-si                             | même convention                                           | ouvert le 4 juin 1897  |                   | 59 000              |
| Kiung-chou (Hoy-hou)                            | traités français et anglais de T'ien-tsin, 1858           | ouvert en avril 1876   |                   | 38 000              |
| Pak-hoi\| également à Kwang-tung                | convention de Che-fu, 1876                                | ouvert en avril 1877   |                   | 20 000              |

## Frontaliers
| Port                                     | Traité                                                                              | Date d'ouverture         | Date de fermeture | Population chinoise |
| ---------------------------------------- | ----------------------------------------------------------------------------------- | ------------------------ | ----------------- | ------------------- |
| Lung-chou, dans la province du Kwang-si  | traité français, 25 juin 1887                                                       | ouvert le 1er juin 1899  |                   | 12 000              |
| Meng-tze, au Yun-nan                     | traité français, 1887                                                               | ouvert le 30 avril 1889  |                   | 15 000              |
| Sze-mao, également au Yun-nan            | convention française, 1895 ; britannique, 1896                                      | ouvert le 2 janvier 1897 |                   | 15 000              |
| Ten-yueh ou Momein, également au Yun-nan | convention du 4 février 1897                                                        | ouvert le 8 mai 1902     |                   | 10 000              |
| Ya-tung, in Tibet                        |                                                                                     | ouvert le 1er mai 1894   |                   |                     |
| Nan-ning, également au Kwang-si          | ouvert par décret impérial le 3 février 1899, mais n'avait pas de bureau de douane. |                          |                   |                     |

Selon les statistiques douanières, 6 917 000 Chinois habitaient les ports du traité en 1906. La population étrangère comprenait 1 837 entreprises et 38 597 personnes, principalement des Européens (Britanniques 9 356, Français 2 189, Allemands 1 939, Portugais 3 184, Italiens 786, Espagnols 389, Belges 297, Autrichiens 236, Russes 273, Danois 209, Néerlandais 225, Norvégiens 185, Suédois 135), Américains 3 447, Brésiliens 16, Japonais 15 548, Coréens 47, sujets de puissances non conventionnelles 236.